# Veliocassi

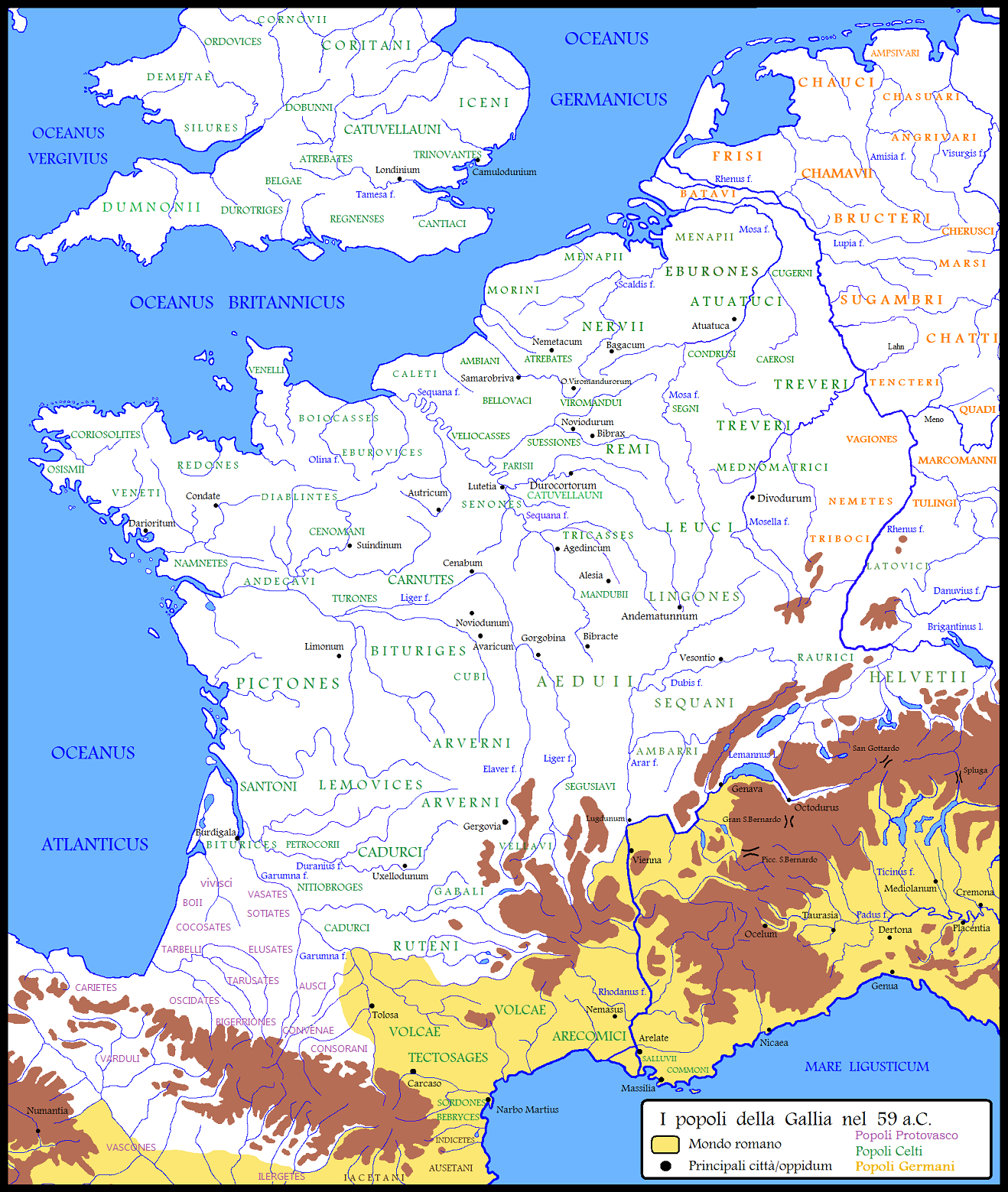
Mappa della Gallia nel 59 a.C., prima della conquista di Cesare

I Veliocassi furono un popolo gallico appartenente al gruppo dei popoli armoricani, stanziati presso il Vexin, al quale hanno dato il nome. La loro capitale era Rotomagus, l'odierna Rouen.

## Territorio
Il territorio dei Veliocassi seguiva il corso della Senna dopo la confluenza del Oise e si estendeva sul plateau di Vexin, sulla riva destra; è assai difficile invece determinare il limite a Ovest e a Sud.

## Guerra di Gallia
La tribù prese parte alla rivolta del 56 a.C. contro Cesare, che li cita a questo titolo nel suo De bello Gallico.
Cesare menziona i Veliocassi tra ai popoli del sud della Gallia belgica che parteciparono alla coalizione che affrontò i Romani nel 57 a.C., contribuendo con circa 10 000 soldati. Nel 52 a.C., parteciparono alla sollevazione generale fornendo 3 000 uomini a supporto di Vercingetorige; li si ritrova l'anno seguente a fianco dei Bellovaci nel contesto di un'ultima ribellione.

## Ritrovamenti archeologici e monetazione
Numerose monete sono loro attribuite: in particolare, alcuni pezzi coniati a nome di «SUTICOS» ed altri, «RATUMACOS». In quest'ultimo caso, potrebbe trattarsi dell'evocazione (a un'epoca contemporanea o vicina alla guerra di Gallia) della città di Rotomagus che diventerà la capitale della civitas dei Veliocassi in epoca imperiale. Tuttavia, è a Vernon nell'Eure che è stato scoperto e portato alla luce un oppidum dotato di un ingresso monumentale.